# 成功路 (岡山區)
成功路（Chenggong Rd.）為高雄市岡山區的南北向道路，編號台19甲線，南起於岡山路口銜接公園東路，北止於嘉興路續接。

## 行經行政區域
- 岡山區

## 沿線設施
（由南至北）
- 岡鐵牛鍋物工廠
- 7-ELEVEN鑫省岡門市
- 全家便利商店岡山忠誠店
- 7-ELEVEN台興門市
- 台亞石油台上站
- 統一精工加油站佳興站

## 相關連結
- 高雄市主要道路列表